# 小行星4425
小行星4425（4425 Bilk）是一颗绕太阳运转的小行星，为主小行星带小行星。该小行星于1967年10月19日发现。

## 轨道参数
小行星4425的轨道半长轴为353 114 389 km，2.3603903 UA，离心率为0.164。